# Сивушенко Олег Федорович
Олег Федорович Сивушенко (26 червня 1954, Очаків) — український воєначальник, генерал-майор.

## Життєпис
Закінчив Ленінградське вище загальновійськове командне училище імені С. М. Кірова у 1975 році. Проходив військову службу у Білоруському військовому окрузі на посадах командира мотострілецького взводу, командира мотострілецької роти, заступника командира, а згодом — командира окремого механізованого батальйону.
Після закінчення Військової академії імені М. В. Фрунзе у 1989 році служив у військах Туркестанського військового округу на посадах начальника штабу — заступника командира мотострілецького полку, старшого офіцера оперативного відділення 36-го армійського корпусу. З 1991 року — начальник відділення служби військ 36-го армійського корпусу.
З 1993 року — у лавах Збройних Сил України. Проходив службу у військах Одеського військового округу на посаді начальника відділення — заступника начальника штабу 6-го армійського корпусу.
У 1997 році закінчив Академію Збройних Сил України і призначений на посаду заступника начальника відділу напрямів Головного оперативного управління Генерального штабу Збройних сил України (ГШ ЗСУ).
З 1999 року — начальник оперативного управління — заступник начальника штабу Південного оперативного командування.
З 2000 року — начальник управління напрямів Головного оперативного управління ГШ ЗСУ, з 2001 року — перший заступник начальника Головного оперативного управління ГШ ЗСУ.
У 2001 році закінчив Національну академію державного управління при Президентові України.
З лютого 2003 по листопад 2005 року та у грудні 2007 року — заступник начальника ГШ ЗСУ. З 2005 по 2007 роки був відряджений, із залишенням на військовій службі, до апарату Ради Національної безпеки і оборони України.
У грудні 2007 року звільнений в запас. Продовжив роботу в Апараті Ради національної безпеки і оборони України на різних посадах.

## Нагороди
Нагороджений відзнаками Міністерства оборони України «Доблесть і честь», «Знак пошани», та іншими нагородами СРСР і України.